# Aïn Kebira
Aïn Kebira (în arabă العين الكبيرة) este o comună din provincia Tlemcen, Algeria.
Populația comunei este de 3.665 de locuitori (2008).